# Miss Germania
Miss Germania este un concurs de frumusețe care are loc anual din anul 2000 și la care participă femei necăsătorite din Germania. A nu se confunda cu Miss Germany, care este tot un concurs de frumusețe mai vechi și care uneoori a fost numit în trecut și Miss Germania. Concursul pentru obținerea titlului de Miss Germania, are loc în Bergheim, lângă Köln. Miss Germania poate participa ulterior la concursurile de frumusețe pentru titlul  Miss Universe și Miss Europe.

## Câștigătoare
| Miss Germania | Miss Germania         | Miss Germania        | Miss Germania                                  |
| ------------- | --------------------- | -------------------- | ---------------------------------------------- |
| Anul          | Nume                  | calificată ca / în   | Locul concursului                              |
| 2000          | Sabrina Schepmann     | Miss Ostdeutschland  | Kaiserslautern, Unterhaltungszentrum Riverside |
| 2001          | Claudia Bechstein     | Miss Thüringen       | Kaiserslautern, Unterhaltungszentrum Riverside |
| 2002          | Natascha Börger       | Miss Hamburg         | Kaiserslautern, Riverside                      |
| 2003          | Alexandra Vodjanikova | Miss Bayern          | Bielefeld, Nachtarena                          |
| 2004          | Shermine Shahrivar    | Miss Süddeutschland  | Duisburg-Nord, Landschaftspark                 |
| 2005          | Asli Bayram           | Miss Westdeutschland | Aachen, Eurogress                              |
| 2006          | Daniela Domröse       | Miss Bayern          | Krefeld, Galopprennbahn, Biebrich Saal         |
| 2007          | Svetlana Tsys         | Miss Ostdeutschland  | Hurghada (Ägypten), Hotel Steigenberger        |
| 2008          | Janice Behrendt       | Herford              | Dortmund, Casino Hohensyburg                   |
| 2009          | Doris Schmidts        |                      |                                                |

| Miss World Germania | Miss World Germania | Miss World Germania | Miss World Germania   |
| ------------------- | ------------------- | ------------------- | --------------------- |
| Anul                | Nume                | calificată ca / în  | Locul concursului     |
| 2008                | Anne Katrin Walter  | Kiel                | Erfurt, Top Building  |
| 2009                | Alessandra Alores   | Köln                | Moers, PM Eventcenter |

## Câștigătoare la concursuri internaționale

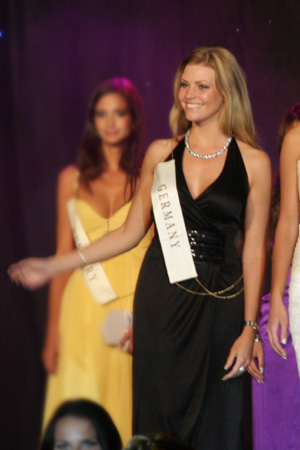
Anne Katrin Walter, Miss World Germania în 2008

| Miss Intercontinental  | Miss Intercontinental |
| ---------------------- | --------------------- |
| 2000                   | Sabrina Schepmann     |
| Top Model of the World |                       |
| 2002                   | Natascha Börger       |
| 2008                   | Alessandra Alores     |
| Miss Europe            |                       |
| 2005                   | Shermine Sharivar     |
| Miss Baltic Sea        |                       |
| 2003                   | Natascha Börger       |